# Черниховецька сільська рада
Чернихове́цька сільська́ ра́да — адміністративно-територіальна одиниця та орган місцевого самоврядування у Збаразькому районі Тернопільської області. Адміністративний центр — село Чернихівці.

## Загальні відомості
Черниховецька сільська рада утворена в 1940 році.
- Територія ради: 39,33 км²
- Населення ради: 1 435 осіб (станом на 2001 рік)
- Територією ради протікає річка Гнізна

## Населені пункти
Сільській раді підпорядковані населені пункти:
- с. Чернихівці

## Склад ради
Рада складається з 16 депутатів та голови.
- Голова ради: Кіпибіда Марія Євгенівна
- Секретар ради: Бойко Роман Васильович

### Керівний склад попередніх скликань
| Прізвище, ім'я, по батькові | Основні відомості                                                 | Дата обрання | Дата звільнення |
| --------------------------- | ----------------------------------------------------------------- | ------------ | --------------- |
| Кіпибіда Марія Євгенівна    | Сільський голова, 1968 року народження, освіта вища, позапартійна | 26.03.2006   | 31.10.2010      |
| Кіпибіда Марія Євгенівна    | Сільський голова, 1968 року народження, освіта вища, позапартійна | 31.10.2010   |                 |

Примітка: таблиця складена за даними сайту Верховної Ради України

### Депутати
За результатами місцевих виборів 2010 року депутатами ради стали:

#### За суб'єктами висування
| Суб'єкт висування | Кількість обраних депутатів | %   |
| ----------------- | --------------------------- | --- |
| Самовисування     | 16                          | 100 |

#### За округами
| № округу | Прізвище, ім'я, по батькові      | Дата визнання обраним | Освіта           | Партійна приналежність | Відомості про обраного депутата               |
| -------- | -------------------------------- | --------------------- | ---------------- | ---------------------- | --------------------------------------------- |
| 1        | Древніцький Ярослав Йосипович    | 01.11.2010            | вища             | позапартійний          | ФГ «Нива», голова                             |
| 2        | Грегоращук Ольга Зеновіївна      | 01.11.2010            | середня          | позапартійна           | фельдшерсько-акушерський пункт, акушер        |
| 3        | Шкула Павло Мирославович         | 02.01.2011            | незакінчена вища | позапартійний          | ТДТУ ім. І. Пулюя, студент                    |
| 4        | Савула Надія Ярославівна         | 01.11.2010            | середня          | позапартійна           | ТОВ «Тернопільбуд», прибиральниця             |
| 5        | Павлишин Любомир Омелянович      | 01.11.2010            | середня          | позапартійний          | тимчасово не працює                           |
| 6        | Мазуренок Раїса Володимирівна    | 01.11.2010            | середня          | позапартійна           | фельдшерсько-акушерський пункт, фельлшер      |
| 7        | Лещишин Руслан Володимирович     | 01.11.2010            | середня          | позапартійний          | Будинок культури, директор                    |
| 8        | Чорній Степан Іванович           | 01.11.2010            | вища             | позапартійний          | СФП «Колос», бухгалтер                        |
| 9        | Годун Сергій Петрович            | 01.11.2010            | незакінчена вища | позапартійний          | ТНЕУ, студент                                 |
| 10       | Бойко Роман Васильович           | 01.11.2010            | вища             | позапартійний          | Чернихівецька с.р., секретар                  |
| 11       | Павлишин Ольга Богданівна        | 01.11.2010            | вища             | позапартійна           | ДНЗ «Пролісок», завідувачка                   |
| 12       | Михайлишин Микола Іванович       | 01.11.2010            | середня          | позапартійний          | тимчасово не працює                           |
| 13       | Врубель Людмила Юріївна          | 01.11.2010            | вища             | позапартійна           | тимчасово не працює                           |
| 14       | Мколаєвич Роман Борисович        | 01.11.2010            | середня          | позапартійний          | «Тернопільміськ тепло комуненерго», охоронець |
| 15       | Коцюруба Василь Михайлович       | 01.11.2010            | середня          | позапартійний          | загальноосвітня школа, оператор котельні      |
| 16       | Добровольська Любомира Євгенівна | 01.11.2010            | вища             | позапартійна           | загальноосвітня школа, директор               |